# Omarine
Omarine (cyr. Омарине) – wieś w Bośni i Hercegowinie, w Republice Serbskiej, w gminie Rudo. W 2013 roku liczyła 126 mieszkańców.